# 名古屋市電東山公園線
東山公園線（ひがしやまこうえんせん）は、かつて愛知県名古屋市に存在した、名古屋市電の路線（路面電車）の一つである。同市千種区の覚王山停留場から星ヶ丘停留場までを結んでいた。
路線名の通り東山公園へのアクセス線として1937年（昭和12年）に開業した。1959年（昭和34年）には上記区間が全線開業するが、名古屋市営地下鉄東山線建設のため2年で全線休止となり、そのまま1967年（昭和42年）までに全廃された。

## 路線概況
全長は3.240キロメートル（1960年3月末時点）。全線道路上に敷設された併用軌道で、40メートルのみ単線、残りは複線であった。単線区間は終点の星ヶ丘停留場部分が該当する。
東山公園線の起点は、覚王山線の終点でもある覚王山停留場である。愛知県道60号（広小路通）の覚王山交差点付近に位置しており、今池・池下方面から伸びる覚王山線から引き継ぎ、東山公園線は県道60号を東へ伸びていた。この覚王山停留場は東山丘陵西端の小高い位置にあることから、覚王山線側では池下から覚王山にかけて33パーミルの上り勾配になるが、反対に東山公園線側では次の末盛通二丁目停留場にかけて349メートルにわたる37パーミルの下り勾配（この坂を月見坂という）になっていた。
坂を下ると直線道路で東山公園停留場へ至る。停留場は県道60号の東山公園前交差点付近に位置しており、南東へ伸びる道路は東山動植物園正門へと通じる。停留場は東山公園への行楽客でにぎわい、特に春・秋の遠足シーズンには小学生を乗せた団体電車が数多く発着した。
東山公園停留場を過ぎると再び東山丘陵に差しかかり、311メートルにわたって40パーミルという急勾配を登った。次の東山工業高校前停留場は、名前の通り愛知県立東山工業高等学校のすぐ南にあった。
終点の星ヶ丘停留場は県道60号星ヶ丘交差点付近に位置した。ここが名古屋市電路線網における最東端でもある。西へやや戻った現・市営西星ヶ丘荘の位置には、市電があった当時は電車の操車場（星ヶ丘操車場）があった。

## 歴史

### 開業
現在の名古屋市千種区東部にあたる地域は、かつて愛知郡東山村といった地域にあたる。丘陵地帯とそれに挟まれた川沿いの低地からなる農村であったが、西部の田代地区は1904年（明治37年）に覚王山日泰寺（旧称：日暹寺）が建立され、加えて1911年（明治44年）に電車（覚王山線）が開通したことで、住宅が増え都市化されていった。1921年（大正10年）、この東山村は名古屋市に編入された。
1935年（昭和10年）4月、名古屋市東部の丘陵地帯に自然公園「東山公園」が開園した。1937年（昭和12年）3月には園内に動植物園も開設されている。市では東山公園開園に伴い市電の新路線を建設することとなり、1936年（昭和11年）6月6日付で田代町字月見坂 - 同町字新池間2.10キロメートルの軌道敷設特許を取得して、翌1937年2月27日、覚王山停留場から東山公園停留場までの区間に東山公園線を開通させた。
東山公園線開通と同時に、押切線押切町と覚王山を結んでいた系統が東山公園まで延伸された。また沿線にあたる東山地区は、東山公園線とそれに伴う道路拡張を機に都市化が進行していった。

### 星ヶ丘延伸
東山地区よりも東、星ヶ丘地区では、明治時代に入ると開墾が始まっていたものの、東山まで市電が延伸された後の1938年時点でも人家が13戸に過ぎない未開発の地であった。この地域まで都市化が及ぶのは、1956年（昭和31年）に日本住宅公団の星ヶ丘団地建設が契機であった。
1958年（昭和33年）になり、星ヶ丘地区の東方にあたる旧猪高村（1955年名古屋市に編入、現・名東区）一帯にて市営住宅や公団住宅の建設計画が進行中であり、これらが完成すると既存の市営バスや名鉄バスでは輸送力が不足する見込みであるとして、市は市電の星ヶ丘延伸を計画する。また池下車庫用地を地下鉄車庫に転用する予定であることから、星ヶ丘への車庫移転もあわせて計画した。特許区間は千種区東山通5丁目から田代町字瓶杁までの1.14キロメートルで、これは1958年10月10日付で特許を取得している。
1959年（昭和34年）3月25日、東山公園線東山公園 - 星ヶ丘間1.140キロメートルが開通した。続いて同年6月10日には星ヶ丘操車場が開設され、池下臨時操車場（旧・池下車庫）が廃止された。

### 地下鉄建設と休止
1957年（昭和32年）11月、都心部のうち名古屋駅から栄町（現・栄）までの2.4キロメートルに、名古屋市最初の地下鉄である名古屋市営地下鉄東山線（1号線）が開業した。次いで栄町から千種経由で池下へと至る3.5キロメートルの工事が進められ、2年半後の1960年（昭和35年）6月に開通した。
この段階まで、名古屋市の地下鉄計画は太平洋戦争後まもなく立案され1950年（昭和25年）1月に都市計画決定された「復興都市計画高速度鉄道」に基づいていた。都市計画に従って地方鉄道法による鉄道敷設免許を取得していた区間は田代すなわち千種区西崎町（市電の通る末盛通の南側）が東端で、覚王山付近の地下で市電と交差し南へ出て、高架線で終点に至るというのが当初計画であった。さらに都市計画では西崎町から先、東山通5丁目までの敷設も予定されていた。ところが国の都市交通審議会での審議（1958年3月 - 1961年10月）をうけて名古屋市が1961年2月8日に改めて都市計画決定した地下鉄計画では、路線の東端が田代から上社へと移された。変更に伴い事業免許も1960年12月23日付で未開業の池下 - 田代間が放棄され、新たに池下 - 東山公園間に切り替えられた。
地下鉄東山線は覚王山以東において県道60号の地下を通る。従って、道路上を走る市電東山公園線を地下鉄工事を進めるにあたってどのように取り扱うかが問題となった。交通局では、工事期間中に市電を運休して工事終了後に再開させる場合は市電の運行を継続して工事を進める場合よりも7150万円の工事費節約となる、工事終了後に廃止とする場合は1億1400万円の節約となる、という試算を明らかにする。名古屋市会における議論の結果、地下鉄工事中の市電運休は認められるが、工事終了後の市電の扱いについては将来あらためて検討する、という暫定措置が決まった。
1961年（昭和36年）5月15日より、市電東山公園線覚王山 - 星ヶ丘間の営業が休止された。休止期間は1963年（昭和38年）3月31日までと設定され、その間、市電から乗り継ぎ可能な「電車代行バス」が池下駅を起点に運転された。

### 廃止決定
1963年（昭和38年）4月1日、地下鉄東山線池下 - 東山公園間が開通した。この開通の日が近づくと、棚上げされていた休止中の市電の存廃問題をめぐる議論が再燃する。交通局としては、将来的に交通量増加が予想される幹線道路上の路線であることと地下鉄との二重投資を避ける目的で当初から市電廃止の方針を採っていたが、廃止論が未だ低調である世論を鑑みて問題を先送りした形であった。議論の中で交通局は市電復旧に1億円の費用がかかるとして廃止を主張する。一方、廃止反対の意見は市電停留場に比べ地下鉄駅が少ないため沿線住民の利便性が低下する、市電運賃15円に対して地下鉄運賃は20円（延伸後は25円を予定）であり運賃負担が増加する、というものであった。議論の末、地下鉄運賃の据え置きを条件に、1962年12月21日に廃止が市会で承認された。
地下鉄池下 - 東山公園間の延伸と同日付で市電東山公園線覚王山 - 東山公園間が正式に廃止された。当該区間に続き、昭和30年代より星ヶ丘地区一帯で急速に進行した住宅建設ならびに高校・大学の転入に対応するため、地下鉄の星ヶ丘延伸工事が進められる。市電東山公園 - 星ヶ丘間については営業休止期間が延長され、電車代行バスに代わって運賃10円の特1区バスが運行された。
1967年（昭和42年）3月30日、地下鉄東山公園 - 星ヶ丘間が延伸開業した。2日後の4月1日付にて休止中のまま残る市電東山公園 - 星ヶ丘間が正式に廃止され、東山公園線は全廃された。結局同区間の営業期間は、休止期間よりも短い2年2か月であった。
東山公園線の存廃議論が契機となり、1965年以後、交通局は市電の廃止を推進していくことになる。

## 停留場
廃線前の段階で、東山公園線には以下の8停留場が設置されていた。
| 停留場名                                            | キロ程 (km) | 所在地                         | 位置                   |
| --------------------------------------------------- | ----------- | ------------------------------ | ---------------------- |
| 覚王山（かくおうざん）                              | 0.0         | 千種区覚王山通9丁目            | 覚王山交差点付近       |
| 末盛通二丁目 （すえもりどおりにちょうめ）           | 0.5         | 千種区末盛通2丁目・3丁目       | 末盛通2交差点付近      |
| 城山（しろやま）                                    | 0.8         | 千種区末盛通3丁目・4丁目       | 城山八幡宮前交差点付近 |
| 本山（もとやま）                                    | 1.2         | 千種区末盛通5丁目・東山通1丁目 | 本山交差点付近         |
| 唐山（からやま）                                    | 1.6         | 千種区東山通2丁目・3丁目       | 唐山交差点西方         |
| 東山公園（ひがしやまこうえん）                      | 2.1         | 千種区東山通5丁目              | 東山公園前交差点付近   |
| 東山工業高校前 （ひがしやまこうぎょうこうこうまえ） | 2.7         | 千種区田代町字瓶杁             | 愛知総合工科高校南     |
| 星ヶ丘（ほしがおか）                                | 3.2         | 千種区田代町字瓶杁             | 星ヶ丘交差点付近       |

### 停留場の変遷
（この節の出典はいずれも『日本鉄道旅行地図帳』7号55頁である）
- 1937年（昭和12年）2月27日 - 路線開通に伴い城山（初代）・昭和塾堂前・本山橋・唐山・東山公園を新設（覚王山は既設）。
- 1939年（昭和14年）10月9日 - 城山（初代）を末盛通二丁目、昭和塾堂前を城山（2代目）へ改称。
- 1943年（昭和18年）ごろ - 末盛通二丁目・城山・本山橋休止。
- 1944年（昭和19年）5月13日 - 末盛通五丁目を新設（城山 - 本山橋間）。
- 1947年（昭和22年）7月1日 - 末盛通五丁目を廃止、城山・本山（旧・本山橋）を再開。
- 1953年（昭和28年）7月15日 - 末盛通二丁目を再開。
- 1959年（昭和34年）3月25日 - 星ヶ丘延伸に伴い東山工業高校前・星ヶ丘を新設。
- 1961年（昭和36年）5月15日 - 全線休止に伴い覚王山を除いて停留場休止。

### 接続路線
- 覚王山停留場：市電覚王山線（1937年 - 1961年）

## 運転系統

### 1937年時点
1937年（昭和12年）8月時点において東山公園線で運行されていた運転系統は以下の通り。
- 押切町 - 名古屋駅前 - 笹島町 - 栄町 - 今池 - 覚王山 - 東山公園

### 1952年時点
1952年（昭和27年）3月時点において東山公園線で運行されていた運転系統は以下の通り。
- 1号系統：名古屋駅前 - 笹島町 - 栄町 - 今池 - 覚王山 - 東山公園

### 1961年以降
1961年（昭和36年）4月時点において東山公園線で運転されていた運転系統は以下の通り。
- 1号系統：名古屋駅前 - 笹島町 - 栄町 - 今池 - 覚王山 - 東山公園 - 星ヶ丘
- 2号系統：稲葉地町 - 中村公園前 - 笹島町 - 栄町 - 今池 - 覚王山 - 東山公園

地下鉄工事に伴う東山公園線休止により、1961年5月15日より1号系統の覚王山 - 星ヶ丘間ならびに2号系統の覚王山 - 東山公園間は市営バスによる代行運転となった（バスの起点は池下駅）。地下鉄が東山公園まで開業した1963年（昭和38年）4月1日、1号系統は廃止され、2号系統も正式に稲葉地町 - 覚王山間に短縮された。

## 利用動向
1959年（昭和34年）6月11日木曜日に実施された市電全線の利用動向調査によると、東山公園線内8停留場の方向別乗車人員・降車人員ならびに停留場間の通過人員は下表の通りであった。
| 停留場名       | 乗車人員 | 乗車人員 | 乗車人員 | 降車人員 | 降車人員 | 降車人員 | 停留場間通過人員 | 停留場間通過人員 |
| 停留場名       | ▼東行    | ▲西行    | 合計     | ▼東行    | ▲西行    | 合計     | ▼東行            | ▲西行            |
| -------------- | -------- | -------- | -------- | -------- | -------- | -------- | ---------------- | ---------------- |
| 覚王山         | 1,656    | 終点     | (7,468)  | 起点     | 669      | (7,297)  | 11,111           | 10,931           |
| 末盛通二丁目   | 95       | 1,083    | 1,178    | 1,033    | 116      | 1,149    | 11,111           | 10,931           |
| 末盛通二丁目   | 95       | 1,083    | 1,178    | 1,033    | 116      | 1,149    | 10,173           | 9,964            |
| 城山           | 315      | 3,257    | 3,572    | 3,172    | 255      | 3,427    | 10,173           | 9,964            |
| 城山           | 315      | 3,257    | 3,572    | 3,172    | 255      | 3,427    | 7,316            | 6,962            |
| 本山           | 156      | 1,615    | 1,771    | 1,803    | 137      | 1,940    | 7,316            | 6,962            |
| 本山           | 156      | 1,615    | 1,771    | 1,803    | 137      | 1,940    | 5,669            | 5,484            |
| 唐山           | 103      | 1,279    | 1,382    | 1,465    | 83       | 1,548    | 5,669            | 5,484            |
| 唐山           | 103      | 1,279    | 1,382    | 1,465    | 83       | 1,548    | 4,307            | 4,288            |
| 東山公園       | 434      | 1,570    | 2,004    | 2,264    | 100      | 2,364    | 4,307            | 4,288            |
| 東山公園       | 434      | 1,570    | 2,004    | 2,264    | 100      | 2,364    | 2,477            | 2,818            |
| 東山工業高校前 | 17       | 289      | 306      | 370      | 7        | 377      | 2,477            | 2,818            |
| 東山工業高校前 | 17       | 289      | 306      | 370      | 7        | 377      | 2,124            | 2,536            |
| 星ヶ丘         | 終点     | 2,536    | 2,536    | 2,124    | 起点     | 2,124    | 2,124            | 2,536            |

- 備考
  - 覚王山の乗車人員・降車人員合計値は他線区の数値を含む。
  - 覚王山をまたいで覚王山線（池下以遠）と直通する乗客は、東行9,455人・西行10,262人。